# Wacław II cieszyński

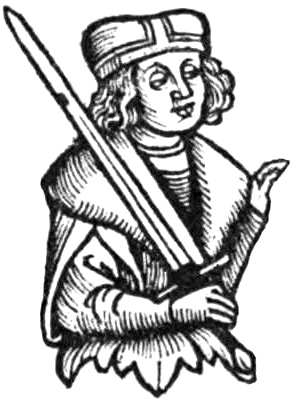
Wacław II cieszyński na drzewie genealogicznym Jagiellonów

Wacław II cieszyński (ur. pomiędzy 1488 a 1496, zm. 17 listopada 1524), w latach 1518–1524 współrządca, wraz z Kazimierzem II, w księstwie cieszyńskim.
| 4. Bolesław II cieszyński  |  |                            |  |  |              |
|                            |  | 2. Kazimierz II cieszyński |  |  |              |
| 5. Anna Bielska            |  |                            |  |  |              |
|                            |  |                            |  |  | 1. Wacław II |
| 6. Wiktoryn z Podiebradu   |  |                            |  |  |              |
|                            |  | 3. Joanna z Podiebradu     |  |  |              |
| 7. Małgorzata z Pernsteinu |  |                            |  |  |              |
|                            |  |                            |  |  |              |

Wacław II był drugim (pod względem starszeństwa) synem księcia cieszyńskiego Kazimierza II i Joanny z Podiebradów. Nie wiadomo kiedy dokładnie się urodził. W 1518 musiał być już jednak pełnoletni, gdyż ojciec wyznaczył go, jako swojego jedynego spadkobiercę, na współrządcę księstwa, żeniąc jednocześnie z córką Fryderyka Starszego, a siostrą Jerzego Hohenzollerna – Anną. Wacław II był jedynym spadkobiercą Kazimierza II, ponieważ starszy brat Wacława, Fryderyk, przeznaczony do stanu duchownego, od 1507 już nie żył. Wacław II z małżeństwa z Anną doczekał się nieznanego z imienia syna, zmarłego wkrótce po porodzie i dwóch córek: Ludmiły i Zofii, zmarłych w młodości. Drugi syn Wacława – Wacław III Adam urodził się już po zgonie ojca, który nastąpił 17 listopada 1524. W ten sposób Kazimierz II przeżył swoich dwóch synów, a jedyną jego nadzieją na przedłużenie rodu stał się pogrobowy syn Wacława II – Wacław III Adam. Nie wiadomo gdzie Wacław II został pochowany, można jedynie przypuszczać, że był to zapewne Cieszyn lub Opawa.